# Three Days
Three Days (hangul: 쓰리 데이즈; hanja: Sseuri Deijeu) é uma telenovela sul-coreana exibida pela SBS em 2014. Estrelado por Park Yoochun, Son Hyun-joo, Park Ha-sun, Yoon Je-moon, So Yi-hyun, Jang Hyun-sung e Choi Won-young.

## Elenco

### Elenco principal
- Park Yoo-chun como Han Tae-kyung[4][5]

- Son Hyun-joo como Lee Dong-hwi

- Park Ha-sun como Yoon Bo-won

- So Yi-hyun como Lee Cha-young

- Choi Won-young as Kim Do-jin

- Yoon Je-moon como Shin Kyu-jin[6]

- Jang Hyun-sung como Ham Bong-su

### Elenco de apoio
- Kwon Min
- Seo Gun-woo
- David No como Ahn Gyeong-nam